# SC Germania 1899 Bremen
Le SC Germania 1899 Bremen fut un club allemand de football localisé à Brême.

## Histoire
Le club fut fondé en 1899. Il eut une existence assez brève qui le vit tout de même devenir, le 1er avril 1899, un des membres fondateurs de la Verbandes Bremer Fußball-Vereine (VBFV). L’année suivante, le cercle était présent à Leipzig et fut un des fondateurs de la Deutscher Fußball Bund (DFB).
Apparemment, le SC Germania 1899 disparut dans le courant de l’année 1900. Un club appelé FV Germania 01 Bremen fut fondé 1901, mais on a aucune certitude qu’il s’agisse d’une reconstitution du SC Germania, ni qu’il y ait eu un quelconque lien entre les deux cercles.